# Kaisergebirge
Kaisergebirge är en bergskedja i Österrike.   Den ligger i förbundslandet Tyrolen, i den centrala delen av landet, 300 km väster om huvudstaden Wien.
Kaisergebirge sträcker sig 17,9 km i öst-västlig riktning. Den högsta toppen är Ellmauer Haltspitze, 2 344 meter över havet.
Topografiskt ingår följande toppar i Kaisergebirge:
- Achleitner Berg
- Ackerlspitze
- Brandkogel
- Ellmauer Haltspitze
- Feldberg
- Gscheuerkopf
- Heuberg
- Hinter Kaiser
- Lärchegg
- Petersköpfl
- Pyramidenspitze
- Schatterberg
- Scheffauer
- Scheibenbühel Berg
- Scheibenkogel
- Schneebichl
- Stripsen Joch
- Stripsenkopf
- Treffauer
- Vorder Kaiser
- Vorderer Kesselschneid

Trakten runt Kaisergebirge består i huvudsak av gräsmarker. Runt Kaisergebirge är det ganska tätbefolkat, med 52 invånare per kvadratkilometer.